# Medium (película italiana)
Medium es una película de terror italiana dirigida por Massimo Paolucci y escrita por Lorenzo de Lucca,  estrenada en el año 2021. Esta protagonizada por Martina Marotta, Emilio Francini, Dafne Barbieri, Barbara Bacci, Tony Sperandeo y Bruno Biolotta. Fue estrenada comercialmente en el festival de cine de Venecia.
La cinta cuenta la historia de un grupo de ladrones que deciden robar una villa ambientada por un anciano japonés sin saber los oscuros secretos que ahí se encuentran.

## Sinopsis
Una banda de ladrones logra robar miles de euros de un bar local sin imaginar que el propietario del mismo es Cagilostro (Tony Sperandelo) un oscuro individuo ligado a la mafia local. El rastrea a la banda local y les ofrece mucho dinero por entrar a la mansión de un viiejo empresario Chino Hung ( Hal Yamnouchi) para que ellos roben una joya hecha de Jade para el y así les permitira quedarse con todo lo robado. Pero pronto ellos descubriran que la joya esta en el cuello de la hija de Hung ( Martina Angelucci) y al removerlo desataran una larga noche de sangre, muerte y caos.

## Elenco
- Bruno Bilotta Como Bruno[2]
- Martina Marota como Patrizia[3]
- Martina Angelucci como Sofia
- Emilio Francini como walyer[2]
- Hal Yamanouchi como Hung
- Dafne Barbieri como Asia
- Martina Angelucci como la hija de Hung
- Tony Sperandelo como Cagilostro

## Rodaje
El rodaje terminó el 20 de diciembre de 2020

## Estreno
La película se estrenó el 14 de octubre de 2021.